# Mutya Datul
Mutya Johanna Fontiveros Datul (Isabela, 17 de abril de 1992) es una modelo y actriz filipina fue coronada Miss Supranacional 2013 es la primera asiática y filipina en ganar el Miss Supranacional.

## Biografía
Mutya nació el 17 de abril de 1992, su padre es Wilfredo Datul  y su madre Merlie Datul. Obtuvo un título de tecnologías de la información en la Isabela State University (en español: Universidad Estatal de Isabela) y otro título en  administración de empresas del Gardner College.

## Concursos de Belleza

### Mutya ng Pilipinas 2012
Datul compitió y finalmente se ubicó en el Top 10 en Mutya ng Pilipinas 2012 .  Después de no poder llevarse la corona, decidió unirse a otros concursos locales para mantener a su familia.

### Binibining Pilipinas 2013
A principios de 2013, Datul fue seleccionado como uno de los 50 concursantes de Binibining Pilipinas 2013.  Datul recibió los premios Binibining Fotogénica y Binibining Mejor Vestido de Noche. Finalmente, fue coronada Binibining Filipinas Supranacional 2013 en el Coliseo Smart Araneta en abril de 2013,  obteniendo el derecho de representar a Filipinas en el certamen de Miss Supranacional 2013 en Bielorrusia.

### Miss Supranacional 2013
El 6 de septiembre de 2013, Datal representó a su país natal en Miss Supranacional en Bielorrusia, ganó el premio de Miss Personalidad en la preliminar. Al final del evento fue coronada por Yekaterina Buraya de Bielorrusia, Miss Supranacional 2012. 
En sus meses de reinado visitó diferentes países China, Gabón, Panamá, Polonia, Myanmar, Laos, Camboya, Tailandia, México, Colombia, Perú, España, India, Lituania, Finlandia, Noruega, Alemania, Países Bajos, Nueva Zelanda. , y su país de origen, Filipinas, para eventos de caridad, llegó a ser jurado